# 사이팃선

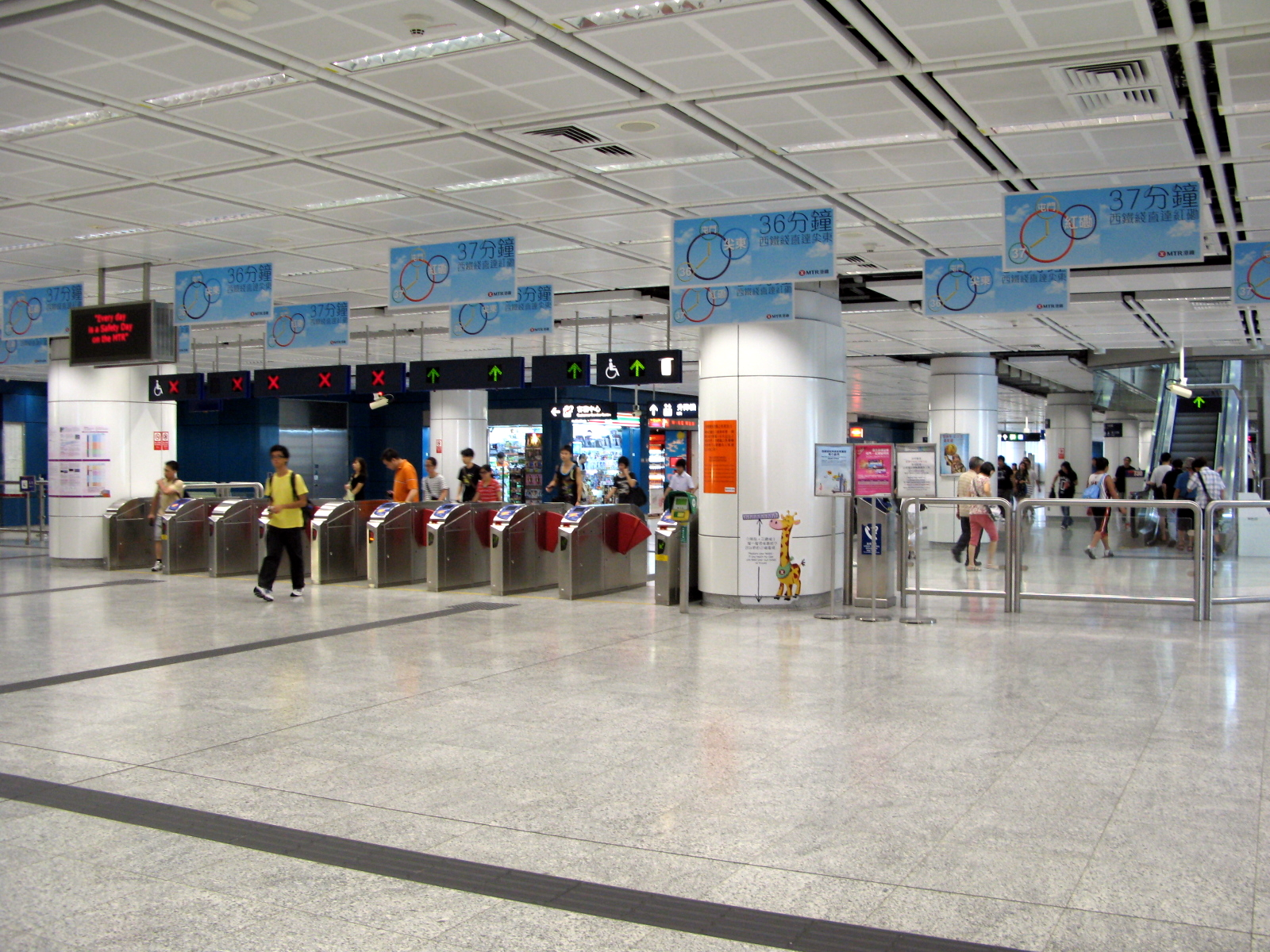
홍콩 지하철 튄문역

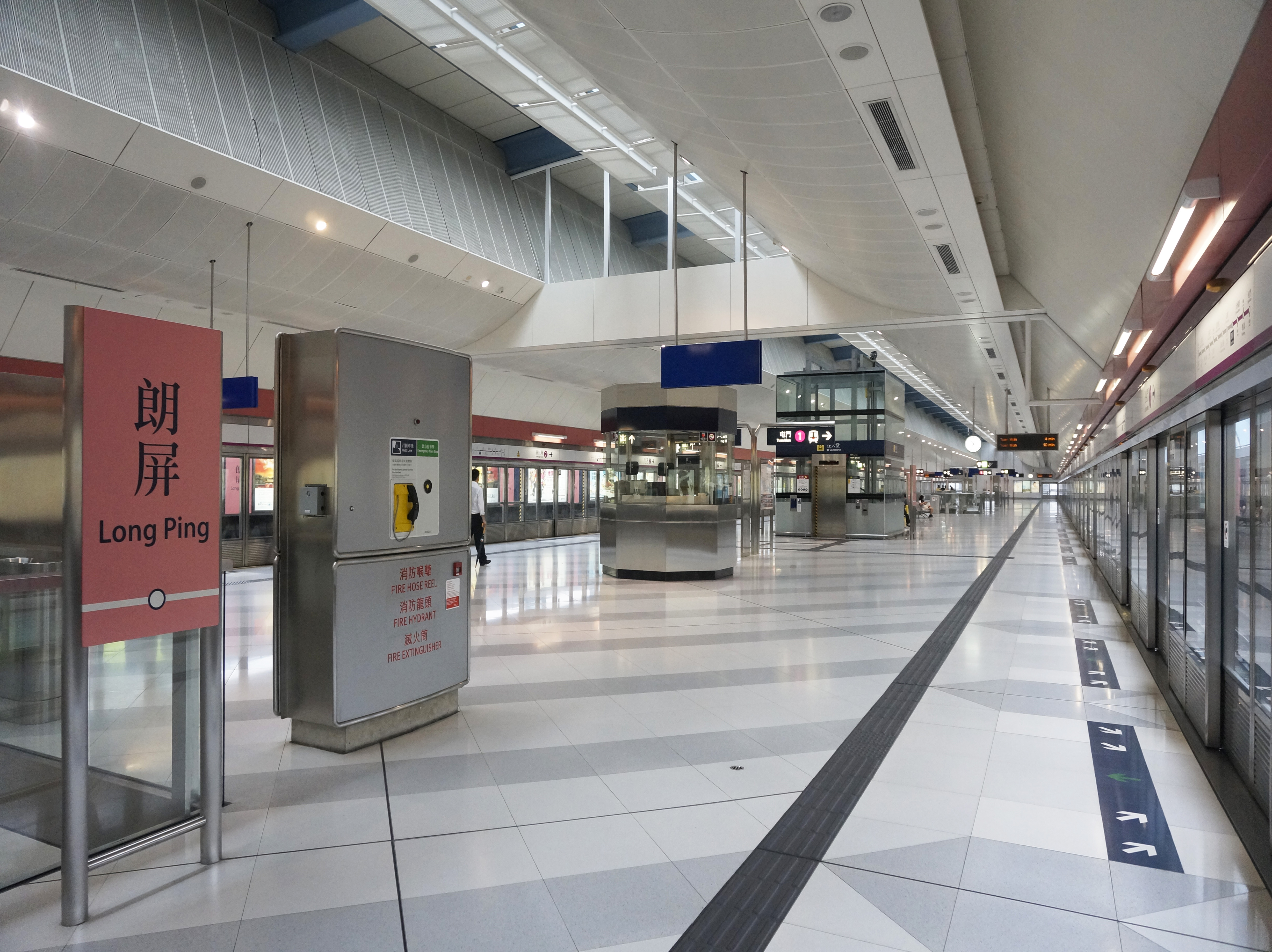
홍콩 지하철 롱핑역

서철선(중국어 간체자: 西铁线, 정체자: 西鐵綫, 병음: xi1 tie3 xian4, 광둥어: sai1 tit3 sin3 사이팃신, 영어: West Rail Line)은 홍콩 지하철(MTR)의 철도 노선 중 하나였다.
2003년 12월 20일에 처음 개통하였다. 옛날 명칭은 구광서철 (九廣西鐵, KCR West Rail)이었다. 가우룽의 훙함 역에서 튄문의 튄문 역을 이으며, 35.7km 길이에 완주시간은 37분이었다. 가우룽, 청산, 췬완 일대를 지나간다. 튄마선 직결 이전 노선도에 표시되는 노선색은 밝은 보라색이었다.
당시 서철선은 최소 배차간격이 3분대로 전구간 운행만 이뤄지고 있기에 통근철도보다는 지하철에 가까웠다. 다만 건설 당시에는 본토로 연결되는 화물철도와 도시간 여객철도를 목표로 두고 통근철도로 지어졌었다. 지금은 폐기된 이 당시 계획은 훗날 광저우-선전-홍콩 고속철도의 홍콩 구간 노선으로 계승되어 추진되었다.
서철신은 가우룽-광동 철도회사 (KCRC)가 건설해 운영하다 2007년 12월 2일 항철공사 (MTRC)에 50년 기한으로 합병되어 운영되었다.
이후 2021년 6월 27일에 튄마선과 직결 운행하면서 노선 색상도 갈색으로 바뀌었고 서철선이란 이름은 튄마선으로 변경되었다.

## 역 목록
|  | 홍함           | 紅磡   | Hung Hom           | 유젠왕구   | 우카이사, 카이탁 방면 튄마선과 직결운행 ■홍콩 지하철 동철선 ■Intercity Through Train |
|  | 이스트침사추이 | 尖東   | East Tsim Sha Tsui | 유젠왕구   |                                                                                      |
|  | 오스틴         | 柯士甸 | Austin             | 유젠왕구   |                                                                                      |
|  | 남청           | 南昌   | Nam Cheong         | 선수이부구 | ■홍콩 지하철 뚱충선                                                                  |
|  | 메이푸         | 美孚   | Mei Foo            | 선수이부구 | ■홍콩 지하철 췬완선                                                                  |
|  | 췬완웨스트     | 荃灣西 | Tsuen Wan West     | 취안완구   |                                                                                      |
|  | 캄셩로드       | 錦上路 | Kam Sheung Road    | 위안랑구   |                                                                                      |
|  | 윈롱           | 元朗   | Yuen Long          | 위안랑구   | ■홍콩 경전철                                                                         |
|  | 롱핑           | 朗屏   | Long Ping          | 위안랑구   |                                                                                      |
|  | 틴수이와이     | 天水圍 | Tin Shui Wai       | 위안랑구   | ■홍콩 경전철                                                                         |
|  | 시우홍         | 兆康   | Siu Hong           | 툰먼구     | ■홍콩 경전철                                                                         |
|  | 튄문           | 屯門   | Tuen Mun           | 툰먼구     | ■홍콩 경전철                                                                         |

## 같이 보기
- 홍콩 지하철